# Louplande
Louplande is een gemeente in het Franse departement Sarthe (regio Pays de la Loire). De plaats maakt deel uit van het arrondissement La Flèche. Louplande telde op 1 januari 2022 1.496 inwoners.

## Geografie
De oppervlakte van Louplande bedroeg op 1 januari 2022 18,47 vierkante kilometer; de bevolkingsdichtheid was toen 81 inwoners per km².

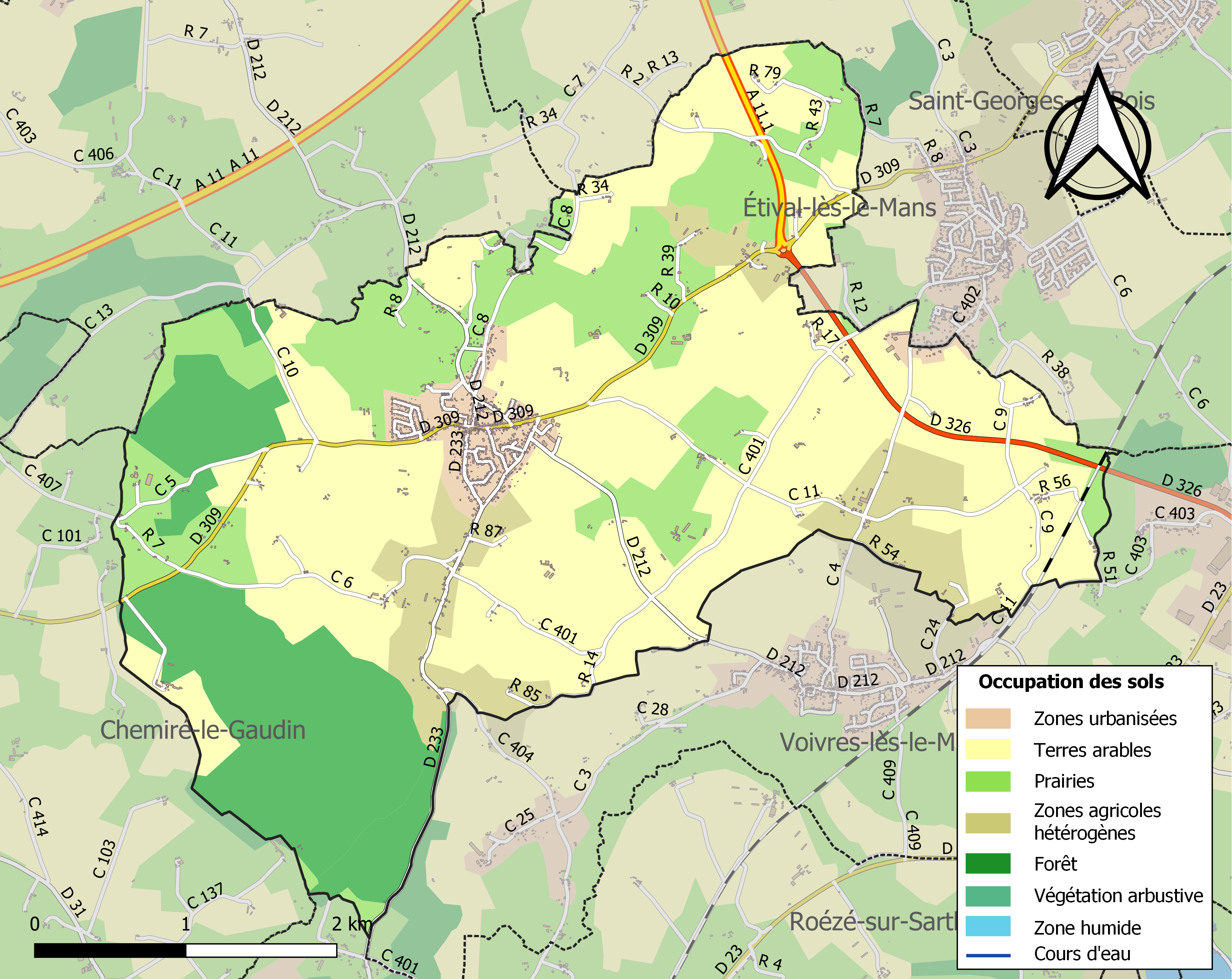
Kaart van de gemeente met de belangrijkste infrastructuur, bodemgebruik en omliggende gemeenten

## Demografie
Onderstaande figuur toont het verloop van het inwonertal (bron: INSEE-tellingen).